# Jack Stephens (Fußballspieler)
Jack Stephens (* 27. Januar 1994 in Torpoint) ist ein englischer Fußballspieler, der seit April 2011 beim Zweitligisten FC Southampton unter Vertrag steht. Der Innenverteidiger ist ehemaliger englischer U21-Nationalspieler.

## Karriere

### Verein
Der in Torpoint geborene Jack Stephens besuchte das Torpoint Community College und wechselte mit 11 Jahren in die Nachwuchsakademie von Plymouth Argyle. Er spielte in diversen Juniorenmannschaften und im September 2010 trainierte er erstmals mit der ersten Mannschaft mit. Am 18. September (7. Spieltag) debütierte er beim 3:2-Heimsieg gegen Sheffield Wednesday in der dritthöchsten englischen Spielklasse, als er in der Schlussphase für den Siegtorschützen Craig Noone eingewechselt wurde. In dieser Saison 2010/11 kam er nur sporadisch als rechter Außenverteidiger zum Einsatz und beendete die Spielzeit mit fünf Ligaeinsätzen.
Am 5. April 2011 wechselte Jack Stephens für eine Ablösesumme in Höhe von 150.000 Pfund Sterling zum Ligakonkurrenten FC Southampton, wo er einen Dreijahresvertrag unterzeichnete. Dort wurde er dem Development Squad zugeteilt und sein Debüt in der ersten Mannschaft absolvierte er am 7. Januar 2012 beim 2:1-Auswärtssieg gegen Coventry City, als er in der Schlussphase für Dan Harding eingewechselt wurde. Dies war sein einziger Einsatz in der Saison 2011/12 und in der folgenden Spielzeit 2012/13 bestritt er kein einziges Spiel für den nunmehrigen Erstligisten. In der Premier League 2 stieg er in dieser Zeit zum Kapitän auf.
Am 13. März 2014 wechselte er auf Leihbasis zum Drittligisten Swindon Town, wo er Spielpraxis auf Herrenniveau sammeln sollte. Sein Debüt absolvierte er am 15. März 2014 (37. Spieltag) beim 0:0-Unentschieden gegen Bristol City. Bei den Robins stand er in den letzten zehn Ligaspielen der Saison 2013/14 über die volle Distanz auf dem Spielfeld und kehrte im Mai 2014 wieder nach Southampton zurück, nur um bereits am 1. September wieder leihweise für vier Monate nach Swindon zurückzukehren. Er galt wieder als unumstrittener Stammspieler und das Leihgeschäft wurde später bis zum Ende der Spielzeit 2014/15 ausgedehnt. Am 17. Januar 2015 (26. Spieltag) erzielte er beim 3:1-Heimsieg gegen den FC Chesterfield sein erstes Tor im Trikot Swindon Towns. Insgesamt bestritt er für den Verein 40 Ligaspiele und erreichte mit diesem die Aufstieg-Playoffs, wo man das Endspiel gegen Preston North End mit 0:4 verlor.
Am 31. Juli 2015 unterzeichnete Jack Stephens einen neuen Vierjahresvertrag beim FC Southampton und wurde umgehend für die gesamte Saison 2015/16 an den Zweitligisten FC Middlesbrough ausgeliehen. Bei Boro stand er zwar regelmäßig im Spieltagskader, absolvierte aber bis zum Jahreswechsel lediglich zwei Kurzeinsätze in der Liga und vier Pokalspiele, so dass er am 4. Januar 2016 zurückbeordert wurde. Am 1. Februar 2016 wechselte er in einem Leihgeschäft bis zum Ende der Spielzeit 2015/16 zum Drittligisten Coventry City. Sein Debüt gab er am 7. Februar 2016 (30. Spieltag) beim 1:1-Unentschieden gegen Port Vale. Bei den Sky Blues war er ebenfalls wieder Stammspieler und kehrte nach 16 Ligaspielen wieder nach Southampton zurück.
Zur folgenden Saison 2016/17 verblieb er beim FC Southampton, wurde aber zum Saisonstart nur in Pokalspielen eingesetzt. Am 2. Januar 2017 debütierte er bei der 0:3-Auswärtsniederlage gegen den FC Everton in der Premier League, als er bereits nach sechs Spielminuten für den verletzten Cédric Soares eingewechselt wurde. Er etablierte sich in der Folge rasch als Stammspieler und beendete die Spielzeit mit 17 Ligaeinsätzen. In der nächsten Saison 2017/18 fiel er wieder aus der Startelf hinaus, drang aber sich im Dezember 2017 wieder in diese hinein. Am 27. Januar 2018 erzielte er beim 1:0-Pokalsieg gegen den FC Watford sein erstes Tor für die Saints. Auch in den nächsten zwei Premier-League-Partien konnte er treffen und er beendete die Spielzeit mit 30 Pflichtspieleinsätzen.
Auch in der Spielzeit 2018/19 gelang ihm nicht der endgültige Durchbruch als Stammspieler, stand aber vor allem in der Rückrunde regelmäßig auf dem Spielfeld. Insgesamt absolvierte er in dieser Saison 24 Ligaspiele, in denen er einen Torerfolg verbuchen konnte. Unter Cheftrainer Ralph Hasenhüttl stieg er in der Spielzeit 2019/20 zur wichtigen Stammkraft auf. Nachdem sich seine Einsatzzeiten in den zwei folgenden Spielzeiten wieder deutlich reduzierten, wurde er im September 2022 für die gesamte Saison an den Erstliga-Aufsteiger AFC Bournemouth verliehen.

### Nationalmannschaft
Im März 2012 absolvierte Jack Stephens ein Länderspiel für die englische U18-Nationalmannschaft. Zwischen September und November 2012 bestritt er vier Länderspiele für die U19. Von März 2015 bis Juni 2015 stand er in sechs Spielen der U20 auf dem Spielfeld. Zwischen September 2015 und März 2017 kam er in acht Länderspielen der U21 zum Einsatz, in denen er einen Torerfolg verbuchen konnte. Mit dieser Auswahl gewann er im Mai das Turnier von Toulon und nahm an der U21-Europameisterschaft 2017 in Polen teil, wo er aber in keinem Spiel zum Einsatz kam.

## Erfolge
FC Southampton
- EFL Cup: 2016/17 Finalist

England U21
- Turnier von Toulon: 2016